# Engel
«Engel» (Ángel en idioma alemán) es el primer sencillo del álbum Sehnsucht (1997) del grupo musical alemán Rammstein. Fue la primera canción del grupo en sonar en la radio y con ella comenzaron a ser conocidos en su país. Es una canción peculiar dentro del repertorio de Rammstein por los efectos de silbidos generados por el teclado electrónico de Flake Lorenz y la voz femenina que canta el estribillo. En la versión de estudio dicha voz pertenece a Christiane "Bobo" Herbold, cantante de la banda pop alemana Bobo in White Wooden Houses.
El 23 de mayo de 1997 se editó una segunda versión del sencillo con el título Engel, Fan-Edition.
La canción fue incluida en la banda sonora de la película Mortal Kombat: Annihilation.

## Letra
El texto de la canción es obra de Richard Z. Kruspe y habla de la soledad que sienten en el cielo, "detrás de la luz del sol", quienes por sus buenas obras en vida se convierten en ángeles al morir. El cantante concluye que él no quiere ser ningún ángel (de lo que podría inferirse que tampoco está dispuesto a ser bueno en vida).

## Vídeo

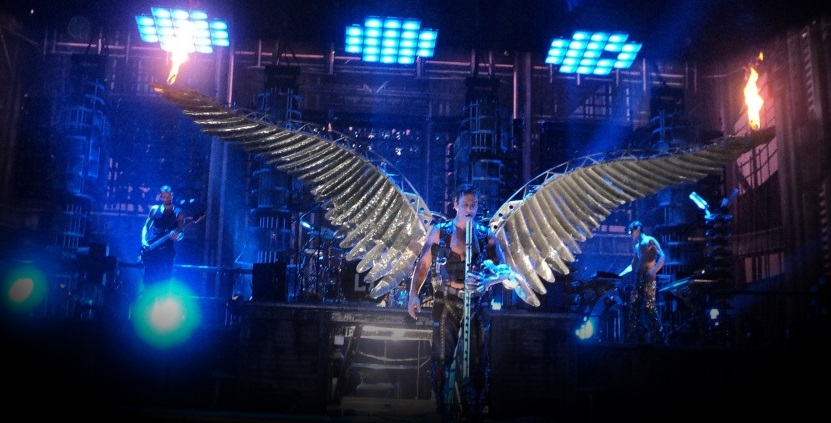
Engel, en vivo.

El videoclip de la canción está inspirado en una de las escenas de la road movie gore de Robert Rodriguez From Dusk Till Dawn. Till Lindemann, Flake Lorenz y Christoph Schneider se encuentran entre el público de un espectáculo en el que una bailarina de striptease baila con una serpiente enroscada al cuello al son de la música que tocan Paul Landers, Richard Z. Kruspe y Oliver Riedel.

## Lista de Canciones
Sencillo en CD
1. Engel - 4:23
2. Sehnsucht - 4:02
3. Rammstein (Eskimos & Egypt Radio Edit) - 3:41
4. Rammstein (Eskimos & Egypt Instrumental Edit) - 3:27
5. Rammstein (Album Version) - 4:25

Fan Edition
1. Engel (Versión extendida) - 4:34
2. Feuerräder - 4:47
3. Wilder Wein - 5:41
4. Rammstein (Eskimos & Egypt Instrumental Edit) - 3:27

## Actuaciones en vivo
Habitual durante la gira de Sehnsucht, fue utilizada como la última canción del set principal en conciertos fuera de festivales. En los primeros meses de la gira Mutter (2001), "Engel" apareció en las listas de canciones esporádicamente, pero volvió a ser regular en noviembre, y continuó como la última canción del set principal hasta el final de la gira.
En la versión de "Engel" que Rammstein interpreta en directo en Live aus Berlin la cantante Bobo Herbold canta dentro de una jaula en llamas. En un momento de la canción las baquetas del batería Christoph Schneider lanzan chispas.
En el LIFAD Tour que tuvo lugar durante 2009 y 2011 fue la canción que cerró el concierto, y en ella Till Lindemann aparece con unas alas gigantes de Angel que disparan llamas desde las puntas y hacen que salten chispas a lo largo de ellas.

## Posicionamiento en listas y certificaciones
| Lista (1997)                          | Mejor posición |
| ------------------------------------- | -------------- |
| Alemania (Offizielle Deutsche Charts) | 3              |
| Austria (Ö3 Austria Top 40)           | 4              |
| Suecia (Sverigetopplistan)            | 48             |
| Suiza (Schweizer Hitparade)           | 17             |

| País     | Organismo certificador | Certificación | Ref.  |
| -------- | ---------------------- | ------------- | ----- |
| Alemania | BVMI                   | Disco de Oro  | [ 8 ] |

## Otras versiones
- "Engel" ha sido versionada por el grupo Gregorian y por el coro Scala & Kolacny Brothers.[9][10]